# Cínový mor

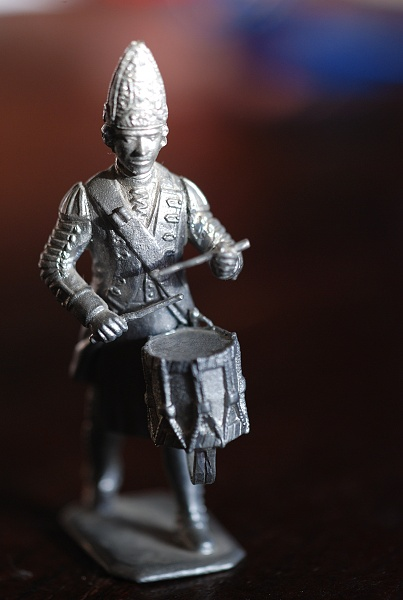
Cínová figurka - vojáček

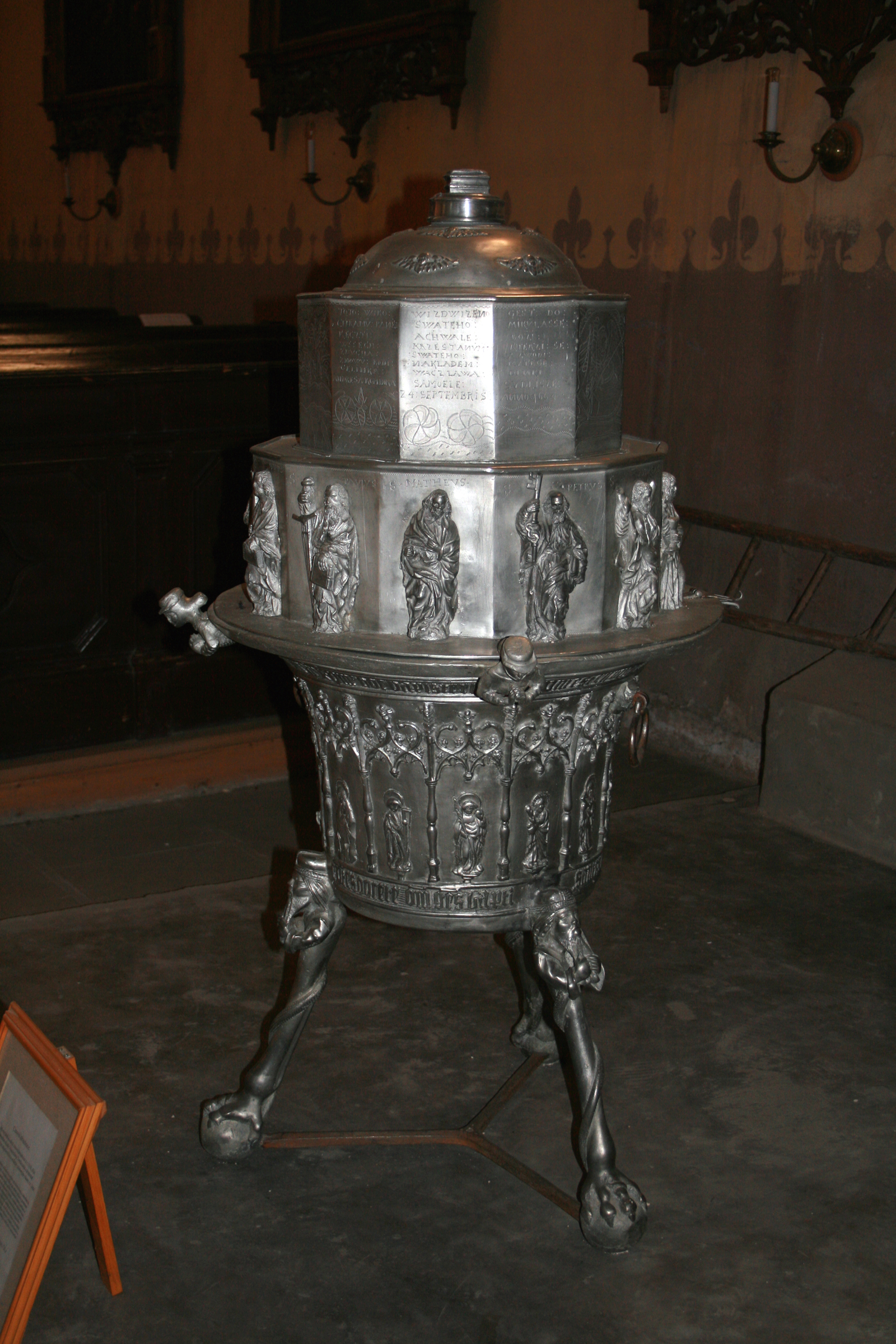
Cínová křtitelnice

Cínový mor je samovolný fyzikální proces, při kterém se kovový cín mění na práškovou šedou formu (rekrystalizace). Může vzniknout při vystavení kovu nízkým teplotám (už pod 13,2 °C) a je „nakažlivý“ – přenáší se mezi předměty navzájem. Cínový mor lze zastavit jen zahřátím materiálu nad 20 °C a udržováním této teploty. Cínovému moru nepodléhají slitiny cínu. A to už od jednotek procent jiného kovu ve slitině.

## Vysvětlení
Cín se za běžné teploty vyskytuje ve formě stabilní bílé modifikace krystalitů označované jako β s krystaly ve čtverečné soustavě. Při jeho ochlazení pod 13,2 °C se však stává stabilní šedá modifikace, označovaná α, s krystaly v krychlové soustavě s diamantovou krystalografickou strukturou. Cín postupně samovolně přechází na tuto modifikaci. Rychlost přeměny krystalové mřížky z β na α závisí na teplotě. Maxima dosahuje při cca –48 °C. Modifikace α je velmi křehká a cínové předměty postižené touto přeměnou se postupně rozpadají na prášek. Cínový mor není chemický oxidační proces (koroze), jak je někdy mylně uváděno (nepomůže tedy proti němu žádný nátěr apod.).

## Historie
Cínový mor mohl být jednou z příčin zkázy polární expedice Roberta Scotta v letech 1911–12.[zdroj?] Plechovky s petrolejem, které obsahovala všechna depa zásob na zpáteční cestě, byly údajně sletovány cínem, který v mrazech povolil, takže se Scottovi a jeho mužům nedostávalo paliva.
Podle některých teorií měl cínový mor podíl i na zkáze Napoleonovy armády v Rusku, kde vojákům upadaly cínové knoflíky z uniforem. Ty pak v mrazu neměly jít zapnout. Kritici této teorie upozorňují, že knoflíky byly z cínových slitin, které mrazu odolávají lépe.[zdroj?]

## Ochrana
Ochrana před cínovým morem spočívá v udržování předmětů v teplotách nad 13,2 °C. Prevencí užívanou v současnosti je místo čistého cínu používat jeho slitiny s malým množstvím antimonu nebo bismutu, které brání rekrystalizaci. Stříbro, indium a olovo mají ve větším množství podobný účinek.